# Charles Najman
 (août 2017).
Si vous disposez d'ouvrages ou d'articles de référence ou si vous connaissez des sites web de qualité traitant du thème abordé ici, merci de compléter l'article en donnant les références utiles à sa vérifiabilité et en les liant à la section « Notes et références ».
Pour les articles homonymes, voir Najman.
Charles Najman est un réalisateur et écrivain français, né le 17 avril 1956 dans le 9e arrondissement de Paris et mort le 18 juillet 2016 à son domicile de Bagnolet (Seine-Saint-Denis).

## Biographie
Fils de l'actrice Solange Najman, Charles Najman est issu d'une famille juive polonaise dont le père fut un militant communiste. Sur le plan politique, Charles Najman marchera sur les traces de son frère, le journaliste et homme politique Maurice Najman (1948-1999), en devenant dans les années 1970-1975 tour à tour représentant lycéen puis représentant étudiant au sein de l'Alliance marxiste révolutionnaire (AMR), parti trotskiste de tendance pabliste autogestionnaire. 
Après des études de philosophie à l'université, il se tourne vers l'écrit, puis vers le cinéma. Son œuvre cinématographique reste marquée par les deux grands thèmes qui ont passionné sa vie : le génocide des juifs pendant la Deuxième Guerre mondiale et la culture haïtienne. Rescapée d'Auschwitz, sa mère, Solange, fille d'une cousine de Rosa Luxemburg, sera, en 1996, le personnage central de La mémoire est-elle soluble dans l'eau ?, film mémoriel sur la tragédie des camps de la mort,.

## Filmographie
- 1996 : La mémoire est-elle soluble dans l'eau ?
- 1999 : Les Illuminations de Mme Nerval (TV) - Prix du Festival du film ethnologique de Paris et Grand prix du Festival international de Kalamata.
- 2002 : Royal Bonbon - Prix Jean-Vigo 2002, sélection officielle au Festival international du film de Toronto et au Festival international du film de Locarno
- 2004 : Haïti : La Fin des chimères ?
- 2015 : Pitchipoï

## Publications
- La Police des images par Charles Najman et Nicolas Tourliere, Encre édition, Paris, 1979,  (ISBN 2864180464),  (ISBN 9782864180463)
- Haïti, Dieu seul me voit, récit, Le Nadir, Balland, Paris, 1995,  (ISBN 2-7158-1077-6) (bourse de la Villa Médicis).

## Autres ex-militants de l'AMR
- Nicolas Baby
- Joël Grynbaum
- Maurice Najman
- Michel Fiant
- Gilbert Marquis